# Ezio Madonia
Ezio Madonia (né le 7 août 1966 à Albenga) est un ancien athlète italien, spécialiste du 100 mètres.

## Palmarès

### Championnats du monde d'athlétisme
- Championnats du monde d'athlétisme 1995 à Göteborg,  Suède
  -  Médaille de bronze du relais 4 × 100 m

### Championnats d'Europe d'athlétisme
- Championnats d'Europe d'athlétisme 1990 à Split,  Yougoslavie
  -  Médaille de bronze du relais 4 × 100 m
- Championnats d'Europe d'athlétisme 1994 à Helsinki,  Finlande
  -  Médaille de bronze du relais 4 × 100 m

### Jeux méditerranéens
- Jeux méditerranéens 1987 à Lattaquié,  Syrie
  -  Médaille d'argent sur 100 m
- Jeux méditerranéens 1991 à Athènes,  Grèce
  -  Médaille d'or sur 100 m et sur relais 4 x 100 m

## Performances
Son record personnel sur 100 mètres en plein air est de 10 s 26, réalisé en 1990.